# Thomas Gordon (psicologo)
Thomas Gordon (11 marzo 1918 – 26 agosto 2002) è stato uno psicologo statunitense e collega di Carl Rogers.
È ampiamente riconosciuto come un pioniere nell'insegnamento delle abilità di comunicazione e dei metodi di risoluzione dei conflitti a genitori, insegnanti, leader, donne e giovani. Il modello da lui sviluppato divenne noto come Modello Gordon o Metodo Gordon, un sistema completo e integrato per costruire e mantenere relazioni efficaci.

## Lavoro
Gordon era fermamente convinto che l'uso del potere coercitivo danneggiasse le relazioni. Come alternativa, insegnava alle persone abilità per comunicare e risolvere i conflitti, che possono essere utilizzate per instaurare o migliorare buone relazioni a casa, a scuola e sul lavoro. Queste abilità, che includono l'ascolto attivo, gli i-messages e la risoluzione dei conflitti senza perdenti, sono ora ampiamente conosciute e utilizzate da persone in tutto il mondo. Gordon applicò per la prima volta alcuni di questi metodi negli anni '50 come consulente per organizzazioni aziendali. Poi, nel 1962, introdusse il Parent Effectiveness Training (P.E.T.), un corso riconosciuto come il primo programma di formazione basato sulle competenze per i genitori. Tenne la prima lezione per un gruppo di 14 genitori in una mensa a Pasadena. I corsi divennero così popolari tra i genitori che iniziò a formare istruttori in tutto il paese per insegnarlo nelle loro comunità. Nel corso degli anni successivi, il corso si diffuse in tutti e 50 gli Stati.
Nel 1970, Gordon scrisse il libro Parent Effectiveness Training (nella versione italiana pubblicato come "Genitori efficaci, educare figli responsabili"), che diede a molti altri genitori accesso a questa nuova filosofia genitoriale. Di conseguenza, persone in molte parti del mondo si interessarono a rendere il programma disponibile nei loro paesi. Ad oggi, il libro P.E.T. (revisionato nel 2000) è stato pubblicato in 33 lingue e ha venduto oltre cinque milioni di copie. Oltre un milione di persone hanno partecipato al corso in 45 paesi di tutto il mondo.
Man mano che il P.E.T. divenne noto nel mondo dell'istruzione, molte scuole desideravano che i loro insegnanti acquisissero le stesse competenze, quindi egli sviluppò il corso Teacher Effectiveness Training (T.E.T.) e nel 1974 scrisse il libro Teacher Effectiveness Training (T.E.T.) (con Noel Burch). Il corso T.E.T. è stato offerto in tutto il mondo come un modello che elimina l'insegnamento autoritario e la disciplina punitiva in classe.
Nonostante fosse una nuova idea negli anni '50, il programma Leader Effectiveness Training (L.E.T.) di Gordon divenne più popolare negli anni '70 con l'aumentare dell'accettazione della gestione partecipativa negli Stati Uniti. Questo corso è stato insegnato in centinaia di aziende, tra cui molte delle Fortune 500. È riconosciuto come un pioniere nello sviluppo di un modello di leadership democratica e collaborativa e nell'identificazione delle competenze di comunicazione efficaci che richiede.
Sia l'American Psychological Foundation che la California Psychological Association gli hanno conferito premi per il riconoscimento delle sue realizzazioni a vita. Gordon Training International a Solana Beach, California, l'azienda da lui fondata nel 1974, continua il suo lavoro. Suo moglie, Linda Adams, è l'attuale presidente e amministratore delegato di Gordon Training International.

## Metodo Gordon
Il metodo enfatizza la comunicazione efficace e la risoluzione dei conflitti utilizzando la strategia del win-win. Altre competenze del suo programma includono l'ascolto attivo e l'uso dei I-messages.
Oltre al P.E.T., il dottor Gordon e la sua organizzazione hanno introdotto workshop Gordon per leader (L.E.T.), adulti (Sii il tuo migliore), giovani (Y.E.T. e Risoluzione dei conflitti a scuola), insegnanti (T.E.T.), venditori (Vendita sinergica).

## Opere principali
- Children Don't Misbehave by Thomas Gordon, Ph.D.
- The Power of the Language of Acceptance by Thomas Gordon, Ph.D.
- How Children Really React to Control by Thomas Gordon, Ph.D.